# Cryptostegia madagascariensis
Cryptostegia madagascariensis là một loài thực vật có hoa trong họ La bố ma. Loài này được Bojer ex Decne. mô tả khoa học đầu tiên năm 1844.

## Hình ảnh

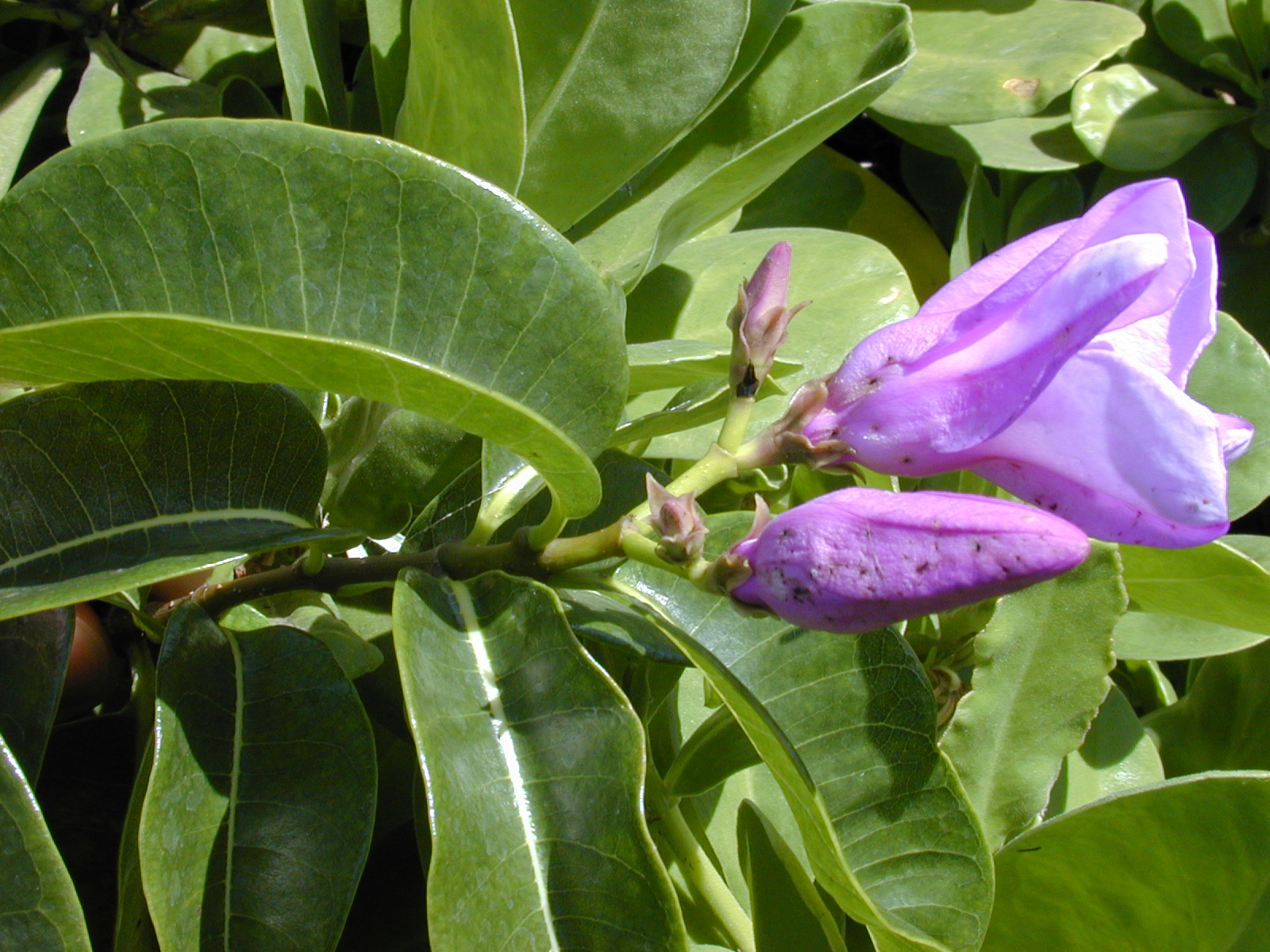
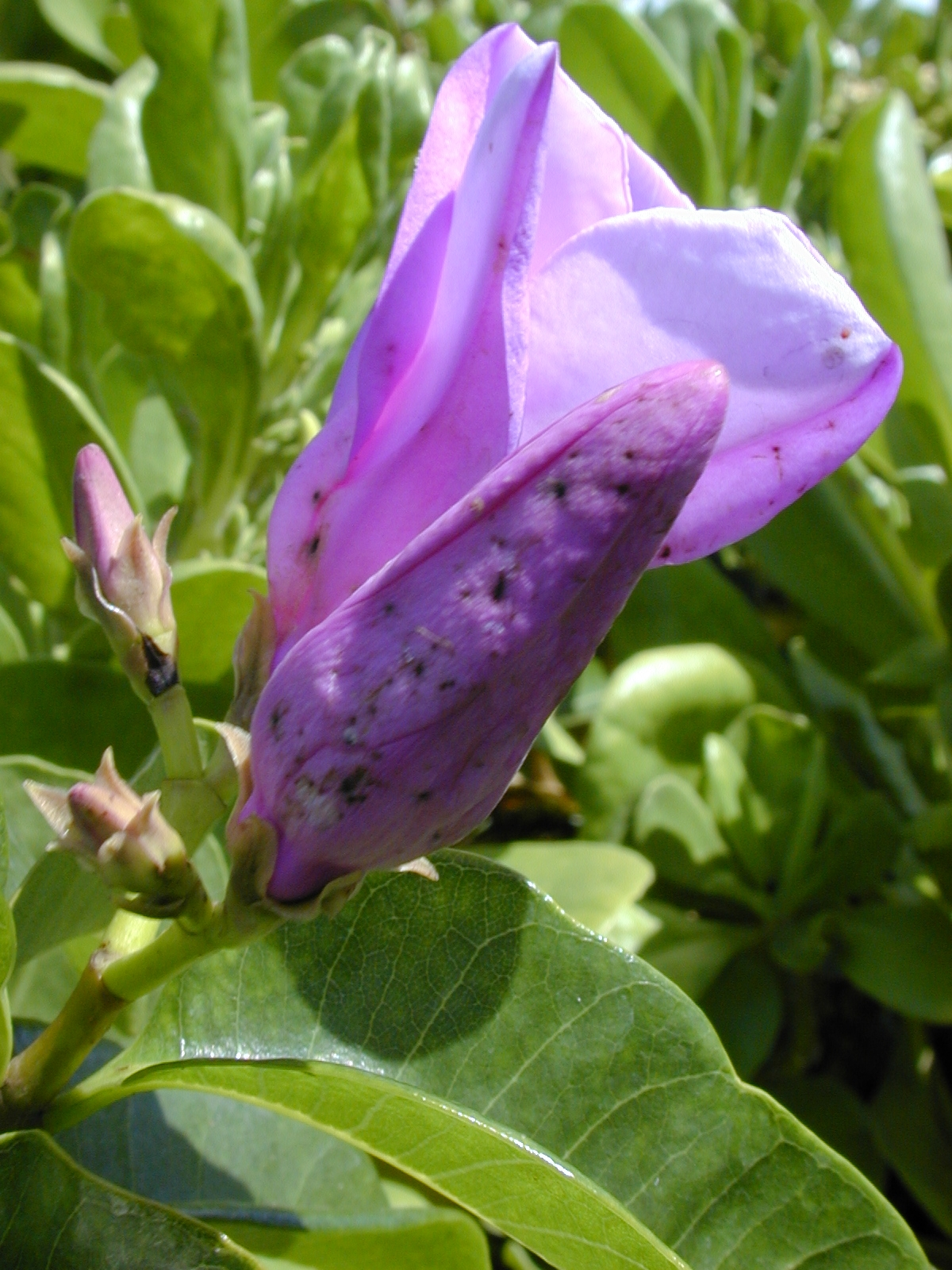
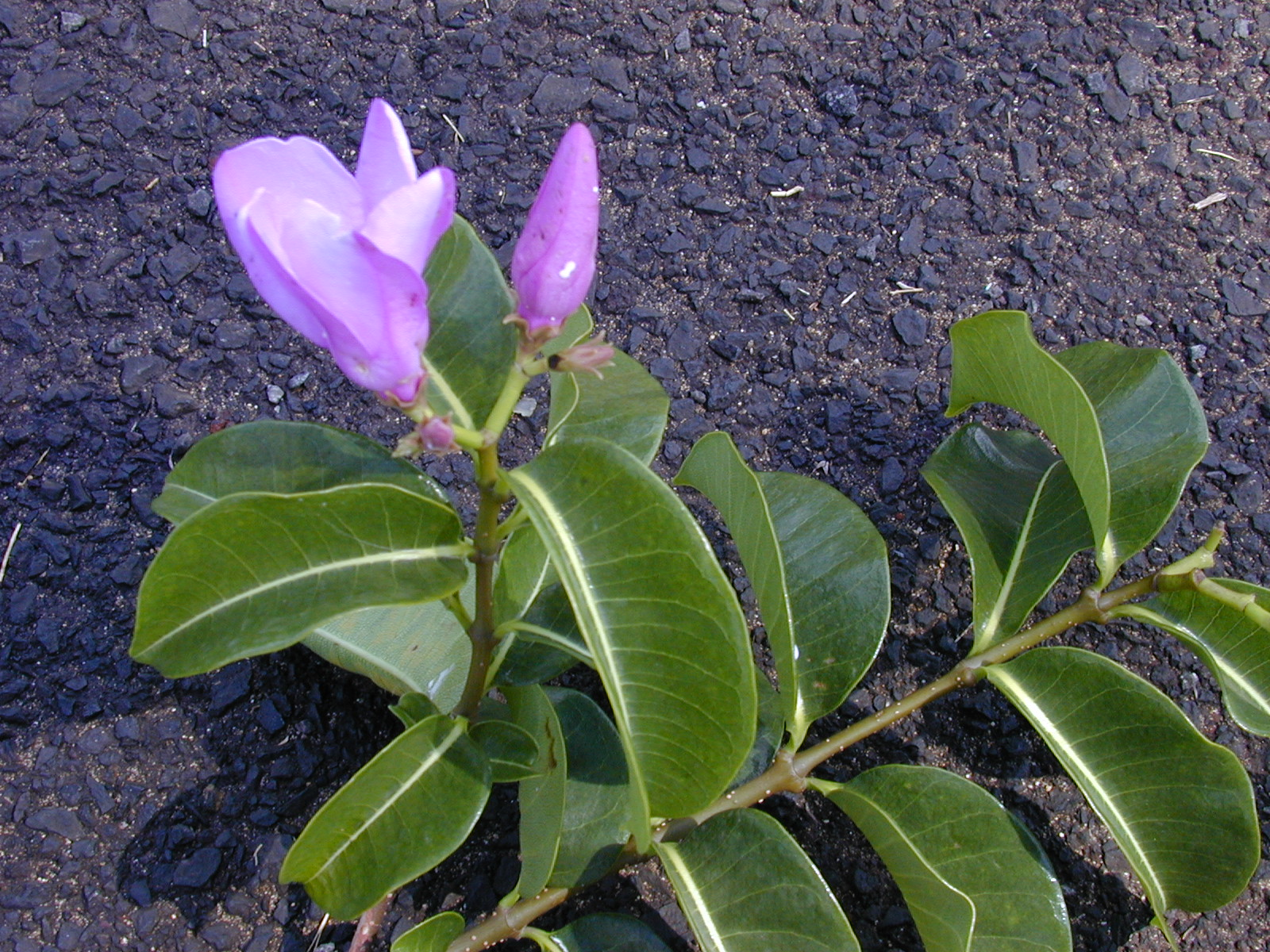
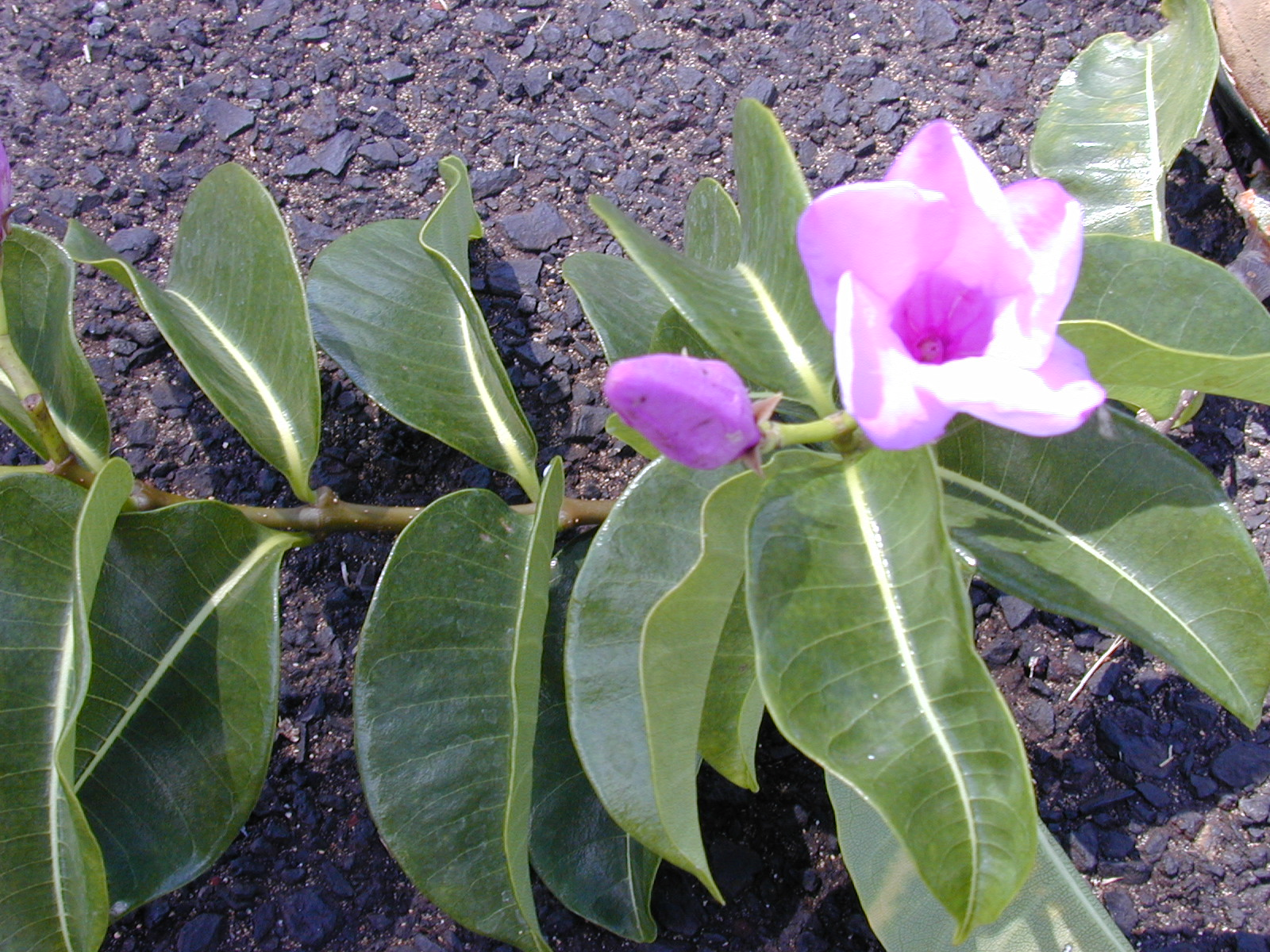